# Tanjungan (Simanindo)
Tanjungan is een bestuurslaag in het regentschap Samosir van de provincie Noord-Sumatra, Indonesië. Tanjungan telt 504 inwoners (volkstelling 2010).